# Marco Pašalić
Marco Pašalić (Karlsruhe, 14 settembre 2000) è un calciatore croato, attaccante dell'Orlando City e della nazionale croata.

## Biografia
Non va confuso con Mario Pašalić (classe 1995), calciatore della nazionale croata.

## Carriera

### Club
Nato in Germania, è cresciuto nelle giovanili di Hoffenheim, Karlsruhe e Stoccarda. Nella stagione 2020-2021 ha giocato nella seconda squadra dello Stoccarda, con cui ha segnato 8 gol in 35 partite in Regionalliga.
Nell'estate del 2021 è stato acquistato dal Borussia Dortmund. Ha debuttato in prima squadra il 17 agosto 2021 nel secondo tempo della Supercoppa di Germania persa 2-1 contro il Bayern Monaco. Assegnato principalmente alla seconda squadra, ha giocato il suo secondo incontro con la prima squadra dei gialloneri l'8 novembre 2022 in Bundesliga contro il Wolfsburg.
Svincolatosi al termine della stagione 2022-2023, il 22 giugno ha firmato con il Rijeka.

### Nazionale
Ha giocato nelle nazionali giovanili croate Under-17 ed Under-21.
Il 18 novembre 2023 ha debuttato con la nazionale croata nell'incontro di qualificazione per l'Europeo 2024 contro la Lettonia. Il 3 marzo 2024 realizza la sua prima rete per i croati nell'amichevole vinta 3-0 contro i Macedonia del Nord.

## Statistiche

### Presenze e reti nei club
Statistiche aggiornate al 7 aprile 2024.
| Stagione        | Squadra              | Campionato      | Campionato | Campionato | Coppe nazionali | Coppe nazionali | Coppe nazionali | Coppe continentali | Coppe continentali | Coppe continentali | Altre coppe | Altre coppe | Altre coppe | Totale | Totale | Totale |
| Stagione        | Squadra              | Comp            | Pres       | Reti       | Comp            | Pres            | Reti            | Comp               | Pres               | Reti               | Comp        | Pres        | Reti        | Pres   | Reti   |        |
| --------------- | -------------------- | --------------- | ---------- | ---------- | --------------- | --------------- | --------------- | ------------------ | ------------------ | ------------------ | ----------- | ----------- | ----------- | ------ | ------ | ------ |
| 2020-2021       | Stoccarda II         | RL              | 35         | 8          | -               | -               | -               | -                  | -                  | -                  | -           | -           | -           | 35     | 8      |        |
| 2021-2022       | Borussia Dortmund II | 3L              | 13         | 2          | -               | -               | -               | -                  | -                  | -                  | -           | -           | -           | 13     | 2      |        |
| 2022-2023       | Borussia Dortmund II | 3L              | 22         | 4          | -               | -               | -               | -                  | -                  | -                  | -           | -           | -           | 22     | 4      |        |
| 2021-2022       | Borussia Dortmund    | BL              | 0          | 0          | CG              | 0               | 0               | -                  | -                  | -                  | SG          | 1           | 0           | 1      | 0      |        |
| 2022-2023       | Borussia Dortmund    | BL              | 1          | 0          | CG              | 0               | 0               | -                  | -                  | -                  | -           | -           | -           | 1      | 0      |        |
| 2023-2024       | Rijeka               | 1.HNL           | 30         | 6          | CC              | 4               | 0               | UECL               | 6                  | 3                  | -           | -           | -           | 40     | 9      |        |
| 2024-feb. 2025  | Rijeka               | 1.HNL           | 19         | 4          | CC              | 2               | 3               | UEL+UECL           | 4+2                | 0+0                |             | -           | -           | 27     | 7      |        |
| Totale Rijeka   | Totale Rijeka        | Totale Rijeka   | 49         | 10         |                 | 6               | 3               |                    | 12                 | 3                  |             | -           | -           | 67     | 16     |        |
| 2025            | Orlando City         | MLS             | 24         | 10         | USOC            | 1               | 1               |                    | -                  | -                  | LC          | 0           | 0           | 25     | 11     |        |
| Totale carriera | Totale carriera      | Totale carriera | 144        | 34         |                 | 7               | 4               |                    | 12                 | 3                  |             | 1           | 0           | 164    | 41     |        |

### Cronologia presenze e reti in nazionale
| Cronologia completa delle presenze e delle reti in nazionale ― Croazia | Cronologia completa delle presenze e delle reti in nazionale ― Croazia | Cronologia completa delle presenze e delle reti in nazionale ― Croazia | Cronologia completa delle presenze e delle reti in nazionale ― Croazia | Cronologia completa delle presenze e delle reti in nazionale ― Croazia | Cronologia completa delle presenze e delle reti in nazionale ― Croazia | Cronologia completa delle presenze e delle reti in nazionale ― Croazia | Cronologia completa delle presenze e delle reti in nazionale ― Croazia |
| Data                                                                   | Città                                                                  | In casa                                                                | Risultato                                                              | Ospiti                                                                 | Competizione                                                           | Reti                                                                   | Note                                                                   |
| ---------------------------------------------------------------------- | ---------------------------------------------------------------------- | ---------------------------------------------------------------------- | ---------------------------------------------------------------------- | ---------------------------------------------------------------------- | ---------------------------------------------------------------------- | ---------------------------------------------------------------------- | ---------------------------------------------------------------------- |
| 18-11-2023                                                             | Riga                                                                   | Lettonia                                                               | 0 – 2                                                                  | Croazia                                                                | Qual. Euro 2024                                                        | -                                                                      | 80’                                                                    |
| 21-11-2023                                                             | Zagabria                                                               | Croazia                                                                | 1 – 0                                                                  | Armenia                                                                | Qual. Euro 2024                                                        | -                                                                      | 69’                                                                    |
| 23-3-2024                                                              | Il Cairo                                                               | Tunisia                                                                | 0 – 0 (4 – 5 dtr)                                                      | Croazia                                                                | Amichevole                                                             | -                                                                      | 59’                                                                    |
| 26-3-2024                                                              | Il Cairo                                                               | Egitto                                                                 | 2 – 4                                                                  | Croazia                                                                | Amichevole                                                             | -                                                                      | 60’                                                                    |
| 3-6-2024                                                               | Fiume                                                                  | Croazia                                                                | 3 – 0                                                                  | Macedonia del Nord                                                     | Amichevole                                                             | 1                                                                      | 67’                                                                    |
| 19-6-2024                                                              | Amburgo                                                                | Croazia                                                                | 2 – 2                                                                  | Albania                                                                | Euro 2024 - 1º turno                                                   | -                                                                      | 46’                                                                    |
| 24-6-2024                                                              | Lipsia                                                                 | Croazia                                                                | 1 – 1                                                                  | Italia                                                                 | Euro 2024 - 1º turno                                                   | -                                                                      | 46’                                                                    |
| 6-6-2025                                                               | Faro                                                                   | Gibilterra                                                             | 0 – 7                                                                  | Croazia                                                                | Qual. Mondiali 2026                                                    | -                                                                      | 65’                                                                    |
| 9-6-2025                                                               | Osijek                                                                 | Croazia                                                                | 5 – 1                                                                  | Rep. Ceca                                                              | Qual. Mondiali 2026                                                    | -                                                                      | 87’                                                                    |
| Totale                                                                 |                                                                        | Presenze                                                               | 9                                                                      |                                                                        | Reti                                                                   | 1                                                                      |                                                                        |